# うぃーく.COM
『うぃーく.COM』（うぃーく）は、2005年7月2日から2012年3月31日までテレビ宮崎（UMK）で土曜夕方に放送されていたニュース番組である。2006年11月からハイビジョン制作。

## 出演者

### メインキャスター
- 南出雅之（テレビ宮崎アナウンサー）
- 荒尾茉紀（テレビ宮崎アナウンサー）

### 途中降板した出演者
- 赤間瞳 - 2007年3月まで出演。
- 鶴田麻貴子 - 2007年6月まで出演。
- 横山美和 - 2008年9月まで出演。
- 高柳美枝子 - 2009年9月まで出演。
- 戸澤愛 - 2011年3月まで出演。
- 新井克弥（宮崎公立大学准教授） - 2007年7月から2008年3月まで出演。
- 黒木陽子（産業カウンセラー） - 2007年7月から2008年3月まで出演。
- 江藤敏治（宮崎大学准教授）
- 外山與子（宮崎県教育委員子育てアドバイザー）
- 根岸裕孝（宮崎大学准教授）
- 浜田虔郎（気象予報士）

## 主な内容
ウィークリーフラッシュ
宮崎で起こった1週間の出来事をまとめて伝える。前半と後半の2部構成。
今週の注目ニュース
特集コーナー。1週間の出来事で特に気になるニュースを詳しく伝える。
なんでやねん!?
キャスターの南出が「なんでやねん!?」と思った話題を取り上げ、取材する。
みやざき、あの頃…
UMKに残っている過去のニュース映像の中から印象に残るものを再放送する。その際のBGMには、その年にヒットした曲を使用していた。
お天気コーナー

## テーマ曲
- 初代
  - オープニング&エンディング 「サタデースマイル」 - MB3（Miyazaki Bluesky Bluesey Band、宮崎在住のスリーピースバンド）
- 二代目
  - オープニング 「マニック・マンデー」 - バングルス
  - エンディング 「太陽のメロディー」 - 今井美樹×小渕健太郎 with 布袋寅泰+黒田俊介
- 三代目
  - エンディング 「流星」 - コブクロ

## 放送時間
- 土曜 18:00 - 18:30 （番組開始時 - 2006年9月）
- 土曜 17:55 - 18:30 （2006年10月以降）

## 備考
- 番組開始時にはサブタイトルとして「〜UMK news weekly〜」が付けられていた。
- 2007年7月7日からは男女1人ずつのコメンテーターが週替わりでスタジオに登場するようになった。初回は紹介のため、2人揃って登場したのに対し、翌14日の放送は後述の理由によって出演が無かった。2010年10月からはコメンテーターを廃し、メインキャスターのみが出演するようになった。
- 2007年7月14日の放送では台風4号関連の内容に変更し、榎木田朱美も番組に出演した。

| テレビ宮崎 土曜夕方のニュース番組 | テレビ宮崎 土曜夕方のニュース番組                | テレビ宮崎 土曜夕方のニュース番組 |
| 前番組                            | 番組名                                           | 次番組                            |
| --------------------------------- | ------------------------------------------------ | --------------------------------- |
| （設置前）                        | うぃーく.com ↓ うぃーく （2005.7.2 - 2012.3.31） | U-doki （2012.4.7 - ）            |

| スタブアイコン | サブスタブ | この項目は、まだ閲覧者の調べものの参照としては役立たない、テレビ番組に関連した書きかけの項目です。この項目を加筆・訂正などしてくださる協力者を求めています（P:テレビ/PJ:放送または配信の番組）。 |